# Augustin Fauconnet
 (février 2018).
Si vous disposez d'ouvrages ou d'articles de référence ou si vous connaissez des sites web de qualité traitant du thème abordé ici, merci de compléter l'article en donnant les références utiles à sa vérifiabilité et en les liant à la section « Notes et références ».
Augustin Fauconnet, né le 16 décembre 1700 à Lièvremont (actuellement Maisons-du-Bois-Lièvremont) et décédé le 1er avril 1781 à Goux-lès-Usiers, est un maître sculpteur ayant meublé de ses œuvres, de style baroque (retables, chaires à prêcher, fonts baptismaux et confessionnaux), une quinzaine d'églises de Franche-Comté. 

## Biographie
Augustin Fauconnet est le quatrième enfant de Jean Fauconnet, simple laboureur, originaire de La Longeville et de Clauda Baverel originaire de Lièvremont. Destiné à devenir paysan, il verra le cours de sa vie changé par des événements inconnus et deviendra un artiste reconnu dans le domaine de la sculpture. Certains éléments permettent d'établir qu'il a effectué son apprentissage chez divers sculpteurs connus ainsi qu'un tour de France lui permettant d'acquérir un savoir-faire qui feront de lui un compagnon expert. En 1730, il est qualifié de maître sculpteur dans un marché passé avec les communautés de Bulle et Bannans. Son art s'est exercé dans le mobilier religieux des églises suivantes : 
- Amathay-Vésigneux : Église Saint-Martin - Confessionnal
- Bannans : Église Saint-André - Retable, chaire à prêcher, fonts baptismaux
- Déservillers : Église Sainte-Agathe - Retable, chaire à prêcher
- Évillers : Église de l'Assomption - chaire à prêcher, confessionnaux
- Fraroz : Église Saint-Pierre et Saint-Paul - Retable
- Goux-lès-Usiers (partie de la commune nouvelle de Val-d'Usiers) Église Saint-Valère - Retable, chaire à prêcher, panneaux du chœur, fonts baptismaux, lutrin
- Labergement-du-Navois (partie de la commune nouvelle de  Levier) : Église Saint-Léonard - Chaire à prêcher, retable, fonts baptismaux
- Lemuy : Église Saint-Maurice - Confessionnal
- Lièvremont : Église de l'Assomption - Chaire à prêcher
- Lizine : Église Saint-Antoine - Retable, chaire à prêcher, fonts baptismaux
- Lods : Église Saint-Théodule - Retable, confessionnal
- Mignovillard : Église Saint-Michel - Chaire à prêcher, autel, retable
- Ouhans : Église Saint-Maurice - retable, chaire à prêcher
- Pontarlier : Couvent des Augustins - Lutrin (aigle en bois)
- Septfontaine : Église Saint-Nicolas - Retable
- Sombacour : Église Saint-Gervais et Saint-Protais - chaire à prêcher, fonts baptismaux, porte d'entrée.